# سوپر جام فوتبال اتریش
 سوپر جام فوتبال اتریش  (به آلمانی: ÖFB-Supercup) مسابقه‌ای است که سالانه مابین قهرمان بوندس لیگا اتریش و قهرمان جام حذفی فوتبال اتریش برگزار میشده.
باشگاه فوتبال آستریاوین با ۶ قهرمانی پرافتخارترین تیم این سری مسابقات به حساب می‌آید.

## پرافتخارترین باشگاه‌ها
- باشگاه فوتبال آستریاوین: ۶ قهرمانی
- باشگاه فوتبال راپیدوین: ۳ قهرمانی
- باشگاه فوتبال اشتورم گراتس: ۳ قهرمانی
- باشگاه فوتبال ردبول سالزبورگ: ۳ قهرمانی
- باشگاه فوتبال گرازر: ۲ قهرمانی
- باشگاه فوتبال کارنتن: ۱ قهرمانی
- باشگاه فوتبال آدمیرا واکر مودلینگ: ۱ قهرمانی